# 3K busz (Mosonmagyaróvár)
A mosonmagyaróvári 3K jelzésű autóbusz az Autóbusz-végállomás és az Autóklub megállóhelyek között közlekedik. A vonalat a Volánbuszüzemelteti.

## Közlekedése
Mindennap közlekedik. A vonalon csak regionális autóbuszjáratok közlekednek.

## Útvonala
| Autóklub felé | Autóbusz-végállomás felé                                                                                         |
| --- | --- |
| Autóbusz-végállomás – TESCO Áruház parkoló – Királyhidai út – Szent Imre utca – Fő út – Szent István király út – Gabona rakpart – Autóklub | Autóklub – Gabona rakpart – Szent István király út – Királyhidai út – TESCO Áruház parkoló – Autóbusz-végállomás |

## Megállóhelyei
Az átszállási kapcsolatok között a Kossuth Lajos Gimnázium érintésével közlekedő 3-as busz nincs feltüntetve!
| 0  | Autóbusz-végállomás                | 12 | 1, 1K, 2, 5A, 5H, 5K, 5R, 6, 7, 7I, 7M     | Autóbusz-állomás, TESCO Hipermarket, Park Center, ÉNYKK Zrt. |
| 2  | Evangélikus templom (↓) Kórház (↑) | 10 | 1, 1B, 1K, 4, 4A, 4H, 5, 5A, 5H, 5K, 5R, 6 | Karolina Kórház és Rendelőintézet, Evangélikus templom, Régi Vámház tér, Városkapu tér, ÁNTSZ, Bolyai János Informatikai és Közgazdasági Szakgimnázium, Mosonmagyaróvári Járásbíróság, Posta |
| 4  | Móra Ferenc lakótelep              | 8  | 1, 1B, 1K, 4, 4H, 5, 6                     | Móra Ferenc lakótelep, Református templom, Móra Ferenc Általános Iskola, Hunyadi Mátyás Szakképző és Szakközépiskola, Bolyai János Általános Iskola, Mosonvármegyei Múzeum                   |
| 6  | Kormos István lakótelep            | 6  | 1, 1B, 1K, 2, 6                            | Kormos István lakótelep, Éltes Mátyás Nevelési-Oktatási Központ, Vackor Óvoda |
| 7  | Szent István király út, Duna utca  | 5  | 1, 1B, 1K, 2, 6                            | Szent Rozália kápolna, Ostermayer Napköziotthonos Óvoda |
| 8  | Mosoni posta                       | 4  | 1, 1B, 1K, 2, 6                            | Szent János plébániatemplom, Huszár Gál Városi Könyvtár, Posta |
| ∫  | Közösségi ház                      | 2  | 1, 1B, 1K, 2, 6                            | Fehér Ló Közösségi Ház |
| 10 | Kühne gyár                         | ∫  | 1, 1B, 1K, 2, 4, 4H, 5, 6, 8               | Kühne gyár |
| 12 | Autóklub                           | 0  |                                            | |